# Eshanosaurus
Genre
Espèce
Eshanosaurus est un genre possible de dinosaures théropodes du Jurassique retrouvé en Chine. L'espèce-type, Eshanosaurus deguchiianus, a été décrite et nommée par Xu Xing, X. Zhao et James M. Clark en 2001. Elle est basée sur l'holotype IVPP V11579, constitué de trois fragments d'une mandibule gauche et de dents retrouvés dans une strate datée du Hettangien des Dull Purplish Beds de la formation de Lufeng, au Yunnan.
Le genre est classé chez les Therizinosauroidea ou directement rattaché au clade des Therizinosauria. Il est possiblement le plus ancien représentant des coelurosaures,.

## Histoire
En 1971, Zhao Xijin découvre un fossile de dinosaure à Dianchung, dans le xian autonome yi d'Eshan.
Trente ans plus tard, en 2001, Xu Xing, Zhao et James M. Clark décrivent l'espèce-type du genre, Eshanosaurus deguchiianus. Le nom générique dérive de Eshan alors que le nom spécifique est donné en l'honneur de Hikaru Deguchi.